# Cheminée Établissement du Tampon
La cheminée Établissement du Tampon est la cheminée d'une ancienne usine sucrière de l'île de La Réunion, département d'outre-mer français dans le sud-ouest de l'océan Indien. Située au Tampon, elle est inscrite en totalité, y compris son terrain d’assiette, à l'inventaire supplémentaire des Monuments historiques depuis le 10 juin 2002,.